# 1899 w sztukach plastycznych
Wydarzenia w sztukach plastycznych i wizualnych w 1899 roku.

## Malarstwo
- Józef Chełmoński

Pogoda. Jastrząb - olej na płótnie, 135 x 196 cm
- Edgar Degas

Rosyjscy tancerze
- Julian Fałat

Błonie podkrakowskie – olej na płótnie, 35,6x101 cm
Krajobraz z łosiami (ok. 1899) – olej na płótnie, 77x201 cm
Łoś (I) – olej na płótnie, 119x290 cm
Łoś (II) – olej na płótnie, 96x192 cm
Przed cerkwią (I) – olej na płótnie, 75x200 cm
Przed cerkwią (II, ok. 1899) – akwarela na papierze, 31,2x24,2 cm
- Jacek Malczewski

Thanatos
- Claude Monet

Nenufary

## Rysunek
- Leon Wyczółkowski

Portret Ireny Solskiej – pastel na kartonie, 115x80 cm

## Urodzeni
- 19 lutego – Lucio Fontana (zm. 1968), włosko-argentyński malarz i rzeźbiarz
- 20 maja – Aleksander Dejneka (zm. 1969), rosyjski malarz, rzeźbiarz i grafik
- 24 maja – Henri Michaux (zm. 1984), francuski malarz
- 12 czerwca - Anni Albers (zm. 1994), amerykańska projektantka tkanin i graficzka
- 4 sierpnia – Alfred Lenica (zm. 1977), polski malarz
- 24 września – William Dobell (zm. 1970), australijski rzeźbiarz i malarz
- 31 grudnia – Georg Jung (zm. 1957), austriacki malarz, designer, teoretyk sztuki

## Zmarli
- Jan Angelik Drewaczyński (ur. 1826), polski malarz
- 29 stycznia – Alfred Sisley (ur. 1839), francuski malarz
- 3 lutego – Juliusz Kossak (ur. 1824), polski malarz, rysownik i ilustrator
- 11 marca – Mór Than (ur. 1828), węgierski malarz
- 17 kwietnia – Alfred Schouppé (ur. 1812), polski malarz
- 3 września – Arkadiusz Mucharski (ur. 1853), polski karykaturzysta i malarz